# Bosandoorn
De bosandoorn (Stachys sylvatica) is een overblijvende plant uit de lipbloemenfamilie (Labiatae oftewel Lamiaceae).
De taaie stengels zijn ruwbehaard en vierkantig. De hoogte is 30-120 cm. De bosandoorn groeit op beschaduwde plaatsen in met name bossen en heggen. Bij kneuzing van de plant scheidt deze een onaangename geur af. De bladeren zijn langgesteeld, eirond en gekarteld en gezaagd.
De tweelippige bloem is purperachtig bruin met witte vlekjes en heeft een doorsnede van 1-1,5 cm. De kelk heeft vijf smalle tanden en beschikt over klierhaartjes. Er worden schijnkransen gevormd van zes bloemen samen, die zich openen van juni tot augustus. De vrucht bestaat uit vier nootjes.

## Ecologischeaspecten
De plant wordt bezocht door andoornbij, blauwe metselbij, gewone sachembij, gouden metselbij, grote wolbij, nepetabij en honingbij.
Het is de waardplant voor de bosandoornbochelwants.

## Plantengemeenschap
Bosandoorn is een kensoort voor de klasse van eiken- en beukenbossen op voedselrijke grond.